# Durbach
Durbach là một thị xã thuộc huyện Ortenaukreis, bang Baden-Württemberg, Đức. Nơi đây nằm ở rìa phía bắc dãy núi Rừng Đen, cách Offenburg 6 km về phía đông bắc.